# ديفيد ماكدونالد
ديفيد ماكدونالد هو سياسي كندي، ولد في 20 أغسطس 1936 في كندا. حزبياً، نشط في الحزب الكندي التقدمي المحافظ. انتخب Minister for Women and Gender Equality and Youth ‏ (4 يونيو 1979 – 2 مارس 1980) وانتخب عضو مجلس العموم الكندي.